# 安達長景
安達 長景（あだち ながかげ）は鎌倉時代中期の鎌倉幕府の御家人。安達氏の一族で、父は安達義景。安達泰盛の異母弟。

## 生涯
弘安元年（1278年）に引付衆、美濃守。弘安6年（1283年）の延暦寺衆徒らによる禁中乱入事件で六波羅探題が対処できなかった事で、二階堂行忠と共に東使として上洛し、関東申次に面会して鎌倉武士は蒙古への対処で手一杯として赦免を求め、失策の処理にあたった。弘安7年（1284年）、執権北条時宗の死去に伴い出家した。将軍宗尊親王と親しく、その死去にあたって悲しむ歌を詠んでいる。弘安8年（1285年）11月、霜月騒動で泰盛が誅滅され、長景もその与党と見なされ一族皆殺しとなった。
歌人として知られ、歌集に『長景集』がある。信仰では無学祖元に参禅している。竹崎季長の『蒙古襲来絵詞』では、泰盛邸で季長が泰盛に馬を拝領した場面に立ち会っている姿が見られる。

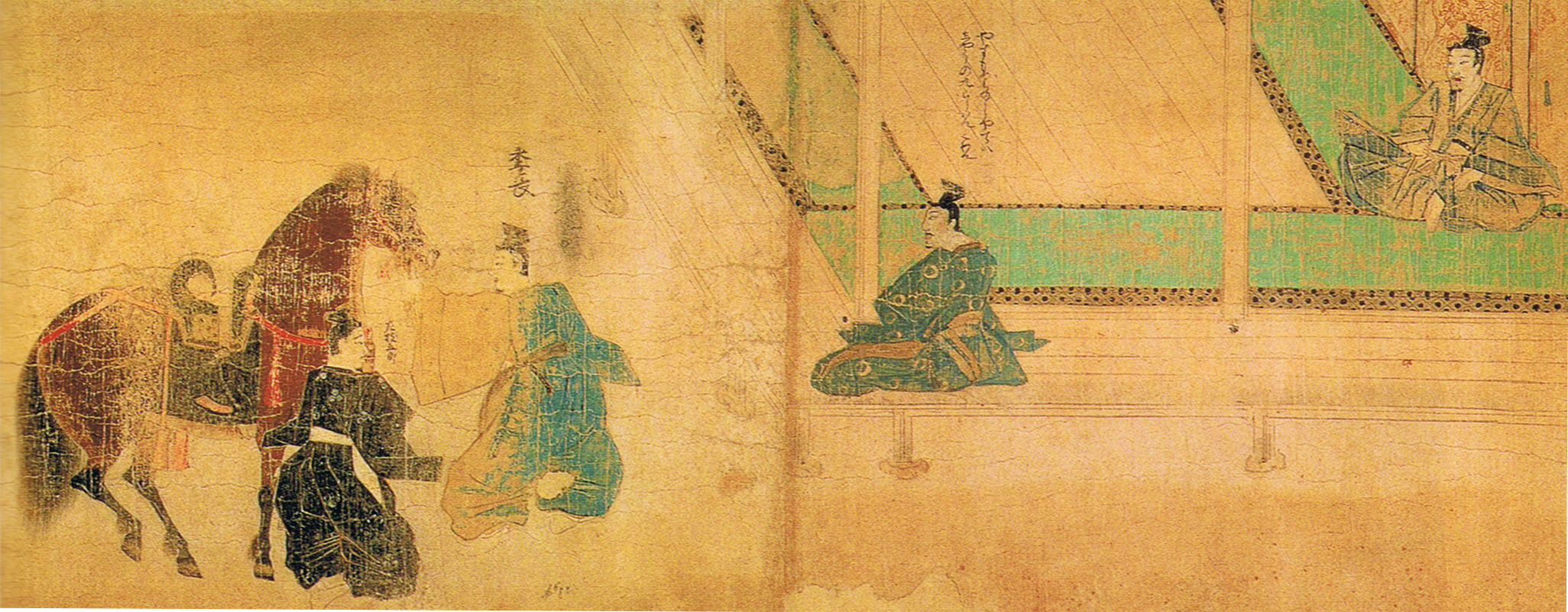
甘縄邸で馬を拝領する季長。見守る安達泰盛と長景

## 偏諱を与えた人物
- 遠藤長綱[1]